# Amphiura vadicola
Amphiura vadicola är en ormstjärneart som först beskrevs av Matsumoto 1915.  Amphiura vadicola ingår i släktet Amphiura och familjen trådormstjärnor. Inga underarter finns listade i Catalogue of Life.